# Bonjour tristesse
Bonjour tristesse (Buongiorno, tristezza) è il primo romanzo di Françoise Sagan (1954) premiato con il Prix des Critiques. Dal libro fu tratto l'omonimo film di Otto Preminger del 1958.

## Trama
Il romanzo narra dell'estate di Cecilia, viziata diciassettenne francese in vacanza in una villa sulla Costa Azzurra insieme a suo padre Raymond, vedovo da 15 anni, e alla sua amica Elsa, a cui presto si aggiunge l'affascinante Anna, che intende costruire una storia d'amore importante con Raymond, avvezzo al divertimento. Cecilia, benché affascinata da Anna, è gelosa del padre e, tramando contro il loro amore, riesce a riaccendere la passione di Raymond per la più giovane Elsa.

## Edizioni italiane
- Bonjour tristesse, traduzione di Ruggero Sandanieli, Collana La Gaja Scienza, Milano, Longanesi & C., 1954,  p. 173. - Collana Pocket, 1965; Collana Piccola Biblioteca, 1979; Collana Teadue, TEA, 1989-2007.
- Bonjour tristesse, traduzione di Maria Laura Vanorio, Introduzione di Valeria Parrella, Collana Biblioteca di Narratori, Milano, Longanesi, 2009,  p. 151. - Milano, TEA, 2011-2021, ISBN 978-88-502-5527-6.